# Orwellion occidentalis
Orwellion occidentalis là một loài bọ cánh cứng trong họ Cerambycidae.